# Portmanteau
|  | Sammenskrivningsforslag Artiklen Portmanteau er foreslået føjet ind i Sammentrækning. (Siden december 2020) Diskutér forslaget |

Portmanteau (eller portmanteau-ord) er en engelsk sprogvidenskabelig betegnelse for nye ord der kombinerer to betydninger.
Begrebet stammer fra bogen Bag spejlet af Lewis Carroll, og har rod i det franske ord portemanteau (knagerække). På dansk hedder det sammentrækning.

## Engelske eksempler
- Brunch af breakfast og lunch
- Edutainment af education og entertainment
- Fortran af formula og translation
- Thinsulate af thin og insulate
- Glokal af global og lokal
- Wikipedia af wiki og encyclopedia
- Movember af "Mo" som er forkortelsen af "Moustache" og november
- Mockumentary af mock 'gøre nar ad' og documentary 'dokumentar'